# Замані Мбата
Замані Мбата (нар. 7 квітня 1998) — південноафриканський актор, найбільш відомий своїм персонажем у теленовели Mzansi Magic Isithembiso як Zamani.Пізніше зіграв роль Пуле Ндлову в музично-драматичному серіалі e.tv Rhythm City. Станом на 2022 рік Замані проживав у Сендтоні, Йоганнесбург, Гаутенг.

## Ранній життєпис
Мбата народився 1998 року в містечку КваМашу на північний захід від Дурбану в ПАР. Він молодший брат акторки та телеведучої Номзамо Мбати. Навчався та одержав дипломи у середній школі Беше та коледжі Святого Сімейства.

## Кар'єра
Замані Мбата вперше з'явився на екрані в 2017 році в теленовелі Isithembiso, яка транслювалася на Mzansi Magic.
Минулого року я був у середній школі, це моя перша робота, моє перше все. До цього я хотів бути футболістом, але це в мене не вийшло, але я завжди знав, що акторство - це моє покликання.
Його надихає на творчість сестра Номзамо Мбата.

## Фільмографія
| телебачення    | телебачення   | телебачення       | телебачення      |
| -------------- | ------------- | ----------------- | ---------------- |
| рік            | Назва         | Роль              | Примітки         |
| 2017-2020 роки | Ісітембісо    | Замані            | Головна роль     |
| 2020-2021 роки | Ритм міста    | Пуле Ндлову       | Повторювана роль |
| 2021 рік       | Isiphindiselo | Бенджамін «Бенні» | Головна роль     |
| 2022 рік       | Чорні двері   | Хая Сохулу        | Головна роль     |
| 2022 рік       | Відважний     | Сія               | Головна роль     |

## Нагороди та номінації
Замані Мбата був номінований у номінації «Висхідна зірка» у 2017 році на DSTV Mzansi Viewers' Choice Awards.